# Marvel NOW!
Marvel NOW! (Nova Marvel, no Brasil), é uma linha editorial da Marvel Comics lançada originalmente em 2012 em consequência dos eventos ocorridos em Vingadores vs X-Men. Considerada como uma resposta ao reboot da DC Comics, Os Novos 52, a numeração dos títulos anteriores foi reiniciada, novas séries começaram, personagens ganharam novos uniformes e a formação das equipes foi alterada. Entretanto, Marvel NOW não é considerado um reboot.

## Títulos no Brasil
| Título original          | Primeira aparição no Brasil          | Roteiro                    | Desenhos                                         |
| ------------------------ | ------------------------------------ | -------------------------- | ------------------------------------------------ |
| Avengers                 | Os Vingadores #1                     | Jonathan Hickman           | Jerome Opena                                     |
| Avengers Arena           | Avante, Vingadores! #0               | Dennis Hopeless            | Kevin Walker                                     |
| Avengers Assemble!       | Avante, Vingadores! #0               | Brian Michael Bendis       | Mark Bagley                                      |
| All-New X-Men            | X-Men #1                             | Brian Michael Bendis       | Stuart Immonen                                   |
| Avengers Assemble Annual | Os Vingadores #5                     | Christos Gage              | Tomm Coker, Mike Mayhew, Mike Deodato, Luke Ross |
| Avenging Spider Man      | Homem Aranha Superior #1             | Christopher Yost           | Paco Medina                                      |
| Cable and X-Force        | X-Men Extra #1                       | Dennis Hopeless            | Salvador Larroca                                 |
| Captain America          | Capitão América & Gavião Arqueiro #1 | Rick Remender              | John Romita Jr.                                  |
| Deadpool                 | X-Men Extra #1                       | Brian Posehn, Gerry Duggan | Tony Moore                                       |
| Fantastic Four           | Universo Marvel #1                   | Matt Fraction              | Mark Bagley                                      |
| FF                       | Universo Marvel #1                   | Matt Fraction              | Michael Allred                                   |
| Guardians of the Galaxy  | Universo Marvel #1                   | Brian Michael Bendis       | Steven McNiven                                   |
| Hawkeye                  | Capitão América & Gavião Arqueiro #1 | Matt Fraction              | David Aja                                        |
| Indestructible Hulk      | Universo Marvel #1                   | Mark Waid                  | Leinil Francis Yu                                |
| Iron Man                 | Homem de Ferro & Thor #1             | Kieron Gillen              | Greg Land                                        |
| New Avengers             | Os Vingadores #1                     | Jonathan Hickman           | Steve Epting                                     |
| Nova                     | Universo Marvel #1                   | Jeph Loeb                  | Ed McGuinness                                    |
| Red She-Hulk             | Universo Marvel #5                   | Jeff Parker                | Carlo Pagulayan, Wellington Alves                |
| Superior Spider-Man      | Homem Aranha Superior #1             | Dan Slott                  | Ryan Stegman                                     |
| Secret Avengers          | Capitão América & Gavião Arqueiro #1 | Nick Spencer               | Luke Ross                                        |
| Superior Carnage         | A Teia do Homem-Aranha Superior #1   | Kevin Shinick              | Stephen Segovia                                  |
| Thor: God of Thunder     | Homem de Ferro & Thor #1             | Jason Aaron                | Esad Ribic                                       |
| Thunderbolts             | Universo Marvel #1                   | Daniel Way                 | Steve Dillon                                     |
| Uncanny Avengers         | Avante, Vingadores! #0               | Rick Remender              | John Cassaday                                    |
| Uncanny X-Men            | X-Men #1                             | Brian Michael Bendis       | Chris Bachalo                                    |
| Uncanny X-Force          | X-Men Extra #1                       | Sam Humphries              | Ron Garney                                       |
| Venom                    | A Teia do Homem-Aranha Superior #1   | Cullen Bunn                | Declan Shalvey                                   |
| X-Men (2013)             | X-Men Extra #1                       | Brian Wood                 | Olivier Coipel                                   |
| X-Men Legacy             | X-Men Extra #1                       | Simon Spurrier             | Tan Eng Huat                                     |
| Wolverine                | Wolverine #1                         | Paul Cornell               | Alan Davis                                       |
| Wolverine and the X-Men  | Wolverine #1                         | Jason Aaron                | Nick Bradshaw, Steven Sanders                    |

## Totalmente Nova Marvel
All-New Marvel Now, (Totalmente Nova Marvel no Brasil) é a iniciativa de relançamento de várias séries da Marvel após a saga Infinito, ocorrida entre o final de 2013 e início de 2014 nos Estados Unidos. Vários personagens voltaram a ter títulos próprios nesta fase, como a Elektra, o Justiceiro, e o Surfista Prateado, entre outros.

## Totalmente Nova e Diferente Marvel
All-New All-Different Marvel é o título do relançamento ocorrido após a saga Guerras Secretas, em 2015. A numeração de todos os títulos foi reiniciada, e cerca de 55 a 60 séries foram criadas.

## Marvel Now (2016)
Ao final da saga Guerra Civil II, a Marvel anunciou um novo relançamento intitulado de Marvel Now!, assim como o relançamento de 2012. O editor Tom Brevoort justificou que este era o modelo do mercado atual, e é uma ferramenta para manter os títulos da editora frescos e atraentes para novos leitores.